# Dora Bagdassarián
Dora Bagdassarián es una escribana y profesora uruguaya.
Estudió escribania en la Facultad de Derecho de la Universidad de la República, donde fue profesora y decana. Nombrada decana por dos períodos desde 2006 al 2014, es la primera mujer en ser reelegida como decana en una institución universitaria en Uruguay. Bagdassarian rompió con la hegemonía de los partidos tradicionales, que desde 1989 se sucedieron en el despacho del decanato de Derecho.